# Lavoro incorporato
Il concetto di lavoro incorporato è al centro della trattazione metodologica e teorica dell'economia classica.
Gli economisti classici, a differenza dei marginalisti, ritenevano che fosse la quantità "dei fattori", in particolare il lavoro, a determinare il valore di un prodotto; il concetto di lavoro incorporato assume, quindi, una fondamentale importanza nel contesto della teoria del valore.
Adam Smith riteneva, ad esempio, che alla base del valore di scambio vi fosse il lavoro, distinto in:
- lavoro comandato
- lavoro incorporato

dove il lavoro incorporato può essere interpretato come il costo del prodotto in termini di lavoro.
Il lavoro incorporato è una delle variabili "oggettive" al centro della teoria del valore classica: Smith osserva come in uno "stadio primitivo", dove il fattore lavoro è omogeneo, il rapporto di scambio tra due merci sia uguale al rapporto tra la quantità di lavoro incorporato; analogamente Ricardo riteneva che qualora si considerasse solo il capitale circolante coincidente con i salari anticipati, il valore di scambio fosse rappresentato dal rapporto tra la quantità di lavoro incorporato, chiaramente sotto l'ipotesi di omogeneità del fattore lavoro.